# Surp
|  | Aquest article tracta sobre el poble d'aquest nom. Si cerqueu l'antic municipi, vegeu «Surp (antic municipi)». |

Surp és un poble de la Vall d'Àssua, del terme municipal de Rialp, a la comarca del Pallars Sobirà.
Fins al 1970 fou cap de municipi propi.
Està situat en el vessant meridional del Serrat de Cortinos, a prop, al nord-oest i al damunt de l'actual cap del municipi, la vila de Rialp. És enlairat a la dreta de la Noguera Pallaresa i a l'esquerra del Torrent de Sant Antoni.
La seva església parroquial, romànica, està dedicada a Sant Iscle i Santa Victòria. D'ella depenen l'oratori de Sant Joaquim i Santa Anna de Casa Bertran i la capella de Sant Quiri de Surp.

## Etimologia
Segons Joan Coromines, Surp, com Sorpe, de la mateixa manera que Surri, prové de l'arrel basca çur (o zur), «fusta», amb el sufix locatiu «-be», que passa a «-pe» i posteriorment a -re, que significa «assota». Per tant, Sorpe seria «sota la fusta», «sota el bosc», fent referència als immensos boscos sota dels quals és el poble.

## Geografia

### El poble de Surp
Surp està situat en un coster, amb les cases esglaonades i força agrupades. Entre elles formen tres carrers i una placeta, però amb un aspecte indubtablement d'antiga vila closa. L'església parroquial de Sant Iscle i Santa Victòria i el cementiri parroquial són a l'extrem meridional, al lloc més baix, del poble.
L'església de Sant Iscle i Santa Victòria es troba aïllada als afores del nucli de Surp, al costat del cementiri. És una construcció d'una sola nau seguida d'un arc presbiteral i que enllaça amb un absis semicircular, decorat exteriorment amb arcuacions i bandes llombardes que el divideixen en tres sectors. En el sector central, una finestra d'arc de mig punt de doble esqueixada il·lumina l'interior. La nau és coberta per un embigat de fusta de perfil poligonal. La nau ha estat alterada per afegits posteriors: una capella i la sagristia, al costat de tramuntana, i una capella i l'espai del baptisteri al costat de migdia. Als peus de la nau s'obre la porta de factura moderna molt senzilla, formada per un arc rebaixat. Al nord d'aquesta, s'aixeca la magnífica torre campanar de secció quadrangular i constituïda per dos pisos separats a l'exterior per arcuacions i una finestra en cada una de les quatre cares de la torre. Les finestres del primer pis són geminades mentre que les del pis superior són senzilles. Actualment, algunes es troben cegades. Corona el campanar un petit capitell de llicorella a quatre aigües. Els paraments són construïts amb pedra tallada en blocs paral·lelepípedes de reduïdes dimensions.
Les pintures murals romàniques que la decoraven es troben repartides entre el `Museu Diocesà d'Urgell, el Museu Nacional d'Art de Catalunya i el Toledo Museum of Art a Ohio (EUA).

#### Les cases del poble[2]
| - L'Abadieta - Casa Bertran - Casa Andreu - Casa Batista - Casa Bernat - Casa Cinto - Casa Ciscle - Casa Morera | - Casa Cosme - Casa Farràs - Casa Ferrana - Casa Francès - Casa Jan Roi - Casa Jironi - Casa Joan | - Casa Josep - Casa Lino - Casa Martinoi - Casa Mateu - Casa Morgonet - Casa Per d'Aidí | - Casa Quantro - La Rectoria - Casa Rita - Casa Salvador de Manja - Casa Samsó - Casa Tamborí | - Casa Teixidor - Casa Teresa - Casa Toia - Casa Tomé - Casa Tonya - Casa Usela | - Casa Bellera |

## Història

### Edat mitjana
L'indret és esmentat el 1102, quan pertanyia al monestir de Gerri. El poble s'ha construït al voltant de l'església romànica de Sant Iscle i Santa Victòria de Surp. El Castell de Surp és documentat des del 1126. Pertanyia al Vescomtat de Castellbò, dins del Quarter de Rialb i Àssua.

### Edat moderna
En el fogatge del 1553, Surp declara 1 focs eclesiàstics i 14 de laics, uns 75 habitants.

### Edat contemporània
Pascual Madoz dedica un article del seu Diccionario geográfico... a Surp. Hi diu que és una localitat amb ajuntament que comprèn els pobles de Surp, Caregue, Escàs i Rodés. Està situada en el vessant meridional d'una muntanya molt alta sobre Rialb; la combaten tots els vents. El clima hi és temperat, i s'hi pateixen inflamacions i pulmonies. Tenia en aquell moment 17 cases, una font d'aigua molt bona, però escassa, i l'església parroquial de Santa Victòria i Sant Iscle, servida per un rector diocesà ordinari i un beneficiat de sang (natural de la parròquia). El territori és fluix, pedregós i muntanyós, amb una part de boscos de pins. S'hi collia sègol, fenc, patates i mongetes. S'hi criava bestiar vacum i de llana. Hi havia caça de conills, llebres i perdius. Comptava amb 11 veïns (caps de casa) i 72 ànimes (habitants).